# Resolution Head
Das Resolution Head ist eine Landspitze an der Nordküste Südgeorgiens im Südatlantik. Sie liegt westlich des Cape North am nordöstlichen Ufer der Church Bay und gehört zu den Brutgebieten des Goldschopfpinguins und des Schwarzbrauenalbatros.
Das UK Antarctic Place-Names Committee benannte sie 2009. Namensgeberin ist die HMS Resolution, eines der Schiffe der zweiten Südseereise (1772–1775) des britischen Seefahrers James Cook.